# Dualogic

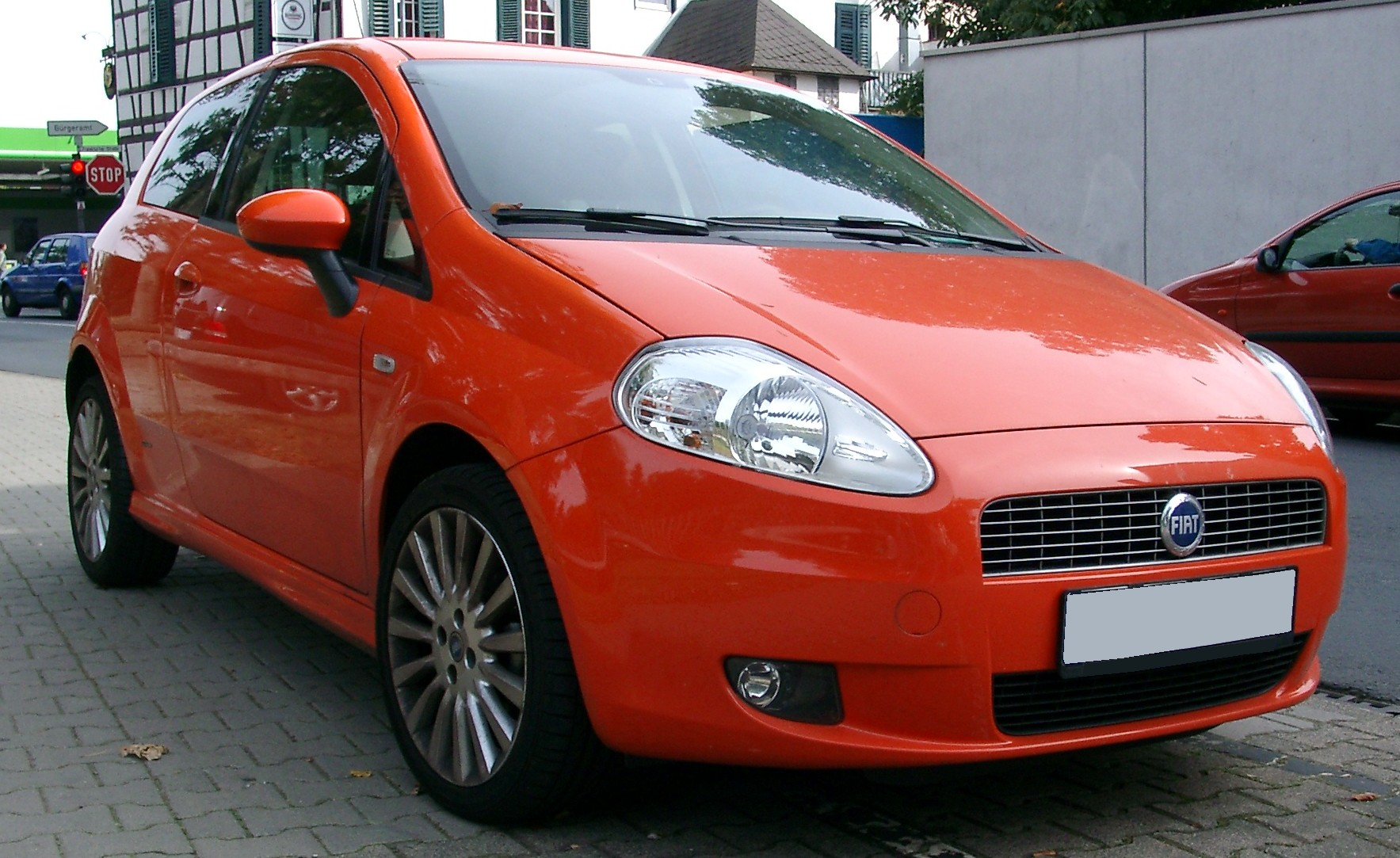
Fiat Grande Punto con caja de cambios Dualogic en ciertas versiones

Dualogic es la marca comercial que adoptan las cajas de cambio robotizadas que se pueden encontrar en algunos automóviles de Fiat Group Automobiles. En los automóviles Lancia, este cambio es denominado DFN (Dolce Far Niente). Mediante una asistencia electrohidráulica, automatiza los mandos del embrague y de la palanca del cambio. Dispone de un sistema de control electrónico que prevé los errores del conductor e impide maniobras no correctas del sistema de transmisión. Es posible manejarlo con una palanca de cambios situada en la parte inferior del salpicadero, como de costumbre, y/o levas en el volante.

## Modos
Hay dos modalidades de funcionamiento: semiautomática y automática.

### Modo semiautomático
En el modo semiautomático la inserción de las marchas se efectúa con la palanca situada en el túnel o/y con levas en el volante. Al no existir el pedal del embrague, las inserciones se realizan con la palanca de cambios desplazándola hacia delante para pasar a una marcha superior (hacia el símbolo «+»), y desplazándola hacia atrás para reducir de marcha (hacia el símbolo «-»). Basta con un simple impulso para que la transmisión efectúe el cambio de marcha de manera precisa y rápida. En los vehículos equipados con levas en el volante solo es necesario accionar la leva adecuada.
La transmisión Dualogic funciona de la siguiente manera en modalidad semiautomática: las señales eléctricas llegan a la central de control vía CAN (Controller Area Network) y pueden agruparse en dos grandes subconjuntos. Por una parte, los datos procedentes del área del cambio que permiten localizar la posición de la inserción, de la selección, del embrague y la presión de funcionamiento del kit hidráulico, además de la velocidad de rotación del embrague. Por otra parte, todas las señales procedentes de los demás sistemas del automóvil (por ejemplo, motor y sistema de frenos) que contribuyen a definir el cambio de marchas.
Basándose en estos dos grupos de información, el sistema «Dualogic» gestiona tanto en modalidad manual como automática, y teniendo en cuenta las lógicas de funcionamiento correspondientes, el cambio de marchas cómodo o deportivo, interpretando las necesidades del conductor a través de una topografía de la posición del pedal (interpretadas como solicitud de prestación a medida que este asume valores crecientes) y a través del régimen de giro del motor.
Una vez arrancado el vehículo, la presión en el pedal del freno confirma al sistema la presencia del conductor en el puesto de conducción y permite insertar la primera marcha o la marcha atrás (en caso de firme resbaladizo se puede arrancar en segunda). Además, para garantizar la seguridad y prevenir solicitudes de cambio de marcha no deseadas, el sistema acciona el punto muerto cuando el motor todavía está encendido y se abre la puerta. El dispositivo «Dualogic» también prevé errores que podrían dañar el motor o el cambio indicando situaciones de emergencia o maniobras no permitidas mediante avisos visuales y acústicos.

### Modo automático
La gestión automática del sistema «Dualogic» dispone de dos lógicas: Normal y Economy. Con el primer programa de funcionamiento se pretende confort de marcha y aceleraciones progresivas. El uso de la lógica Economy, en cambio, tiene como objetivo reducir el consumo de combustible, preservando la maniobrabilidad y el confort.
En las dos lógicas, el sistema alarga la relación superior una vez obtenido el régimen de giro, cuando el motor suministra el máximo par o la máxima potencia. En modalidad automática, el sistema reconoce la pendiente de la carretera (mediante un algoritmo de software) y modifica el punto de cambio de marcha para que se obtenga un mejor compromiso entre las necesidades del conductor, las condiciones del firme y la situación del vehículo (velocidad y régimen del motor). Otra peculiaridad del «Dualogic» es la capacidad de evaluar la deceleración del vehículo y adecuar la reducción de marcha. En modalidad semiautomática, el sistema permite la reducción cuando el conductor inserta una marcha inferior para afrontar una curva. En modalidad automática, en cambio, el sistema se anticipa a la reducción de la marcha para disponer de la marcha más adecuada para conservar el nivel de confort o el ahorro de combustible requerido.

## Automóviles

### Fiat
Fiat Siena
Fiat Palio
Fiat Panda (2003)
Fiat 500 (2007)
Fiat Punto (1999)
Fiat Grande Punto
Fiat Idea
Fiat Linea
Fiat Stilo
Fiat Croma
Fiat Bravo (2007)
Fiat Doblò (2009)
Fiat Panda (2012)
Fiat 500L
Fiat Grand Siena

### Lancia
Lancia Ypsilon DFN
Lancia Ypsilon DFN
Lancia Musa DFN
Lancia Delta DFN

### Fiat Professional
Fiat Fiorino (2008)